# 平和コーポレーション
平和コーポレーション株式会社（へいわコーポレーション、英: HEIWA CORPORATION CO.,LTD.）は、岐阜県瑞浪市に本社を置く、バス・タクシー会社。旅行業や運転代行業なども行なっている。

## 沿革
- 1951年8月 - 平和タクシー株式会社として創立（創立時は、タクシー事業のみ）。資本金は、360万円。
- 1978年5月 - 旅行業に進出（旅行部門・平和観光を設立）。
- 1981年7月 - 会長職に山田正雄、社長職に山田幹雄が就任。
- 1984年11月 - 資本金を増資。2500万円に。
- 1985年9月 - 第三セクター明知鉄道に出資。
- 1988年3月 - 貸切バス業に進出（貸切バス部門・平和観光バスを設立）。
- 1995年6月 - 中国進出（中国事業部門を設立）。中国でコンサルタント事業開始。
- 1996年6月 - 中国の河北省にある会社とタクシー事業の合弁会社を設立（双喜平和出租有限公司）。
- 1996年8月 - 「平和コーポレーション株式会社」に社名を変更。本社を現在地に移転。
- 2000年3月 - 愛知県小牧市に営業所を開業（現在の小牧営業所）。
  - 4月 - 介護福祉事業に進出（介護福祉輸送部門・パラケアを設立）。
- 2002年8月 - 運転代行業に進出（運転代行部門・平和運転代行を設立）。
- 2005年2月 - 中津川～中部国際空港の高速バス運行開始。
- 2008年9月 - 中津川～中部国際空港の高速バス廃止。路線バスから撤退。

## 本社および営業所

### 本社
- 所在地：岐阜県瑞浪市和合町2丁目216番地の2

### 営業所
- 小牧営業所
  - 所在地：愛知県小牧市大字村中字葭池1270番地
- 大阪営業所
  - 所在地：大阪府阪南市尾崎町508-3番地４階
- 明智営業所
  - 所在地：岐阜県恵那市明智町445-2

## 事業内容

### タクシー輸送業

#### タクシー輸送
- 小型タクシー
- ジャンボタクシー
- 観光タクシー

#### 介護福祉輸送
- 小型福祉タクシー
- 大型福祉タクシー

### バス事業

#### コミュニティバス
- 瑞浪市コミュニティバス（デマンドバス・いこCar）
- 恵那市自主運行バス（山岡地区・串原地区・上矢作地区・岩村地区）
- 山岡デマンド・よやくる号

#### その他
- 観光バス
- 送迎バス

### 過去の運輸事業
かつて、中津川 - 県営名古屋空港 - 中部国際空港間でリムジンバスを運行していた（中部国際空港バスのりば#廃止された路線参照）。
エミレーツ航空から業務委託を受け、中部空港発着便の廃止に伴い、名古屋駅-関西国際空港間の無料シャトルバスを運行していた。この路線は一旦廃止されたが後に同区間で運行を開始している。

### 旅行業
日本国内および海外の旅行を取り扱っている。

### その他の事業
中国でのコンサルタント事業。